# بروس هارت (ملحن)
بروس هارت (بالإنجليزية: Bruce Hart)‏ هو ملحن وكاتب سيناريو وكاتب أغاني وشاعر أمريكي، ولد في 15 يناير 1938 في نيويورك في الولايات المتحدة، وتوفي بنفس المكان في 21 فبراير 2006 بسبب سرطان الرئة.

## وصلات خارجية
- بروس هارت على موقع IMDb (الإنجليزية)
- بروس هارت على موقع ألو سيني (الفرنسية)
- بروس هارت على موقع ميوزك برينز (الإنجليزية)
- بروس هارت على موقع أول موفي (الإنجليزية)
- بروس هارت على موقع أول ميوزيك (الإنجليزية)
- بروس هارت على موقع ديسكوغز (الإنجليزية)
- بروس هارت على موقع قاعدة بيانات الفيلم (الإنجليزية)
- بروس هارت على موقع كينوبويسك (الروسية)